# Kletzen (Krostitz)

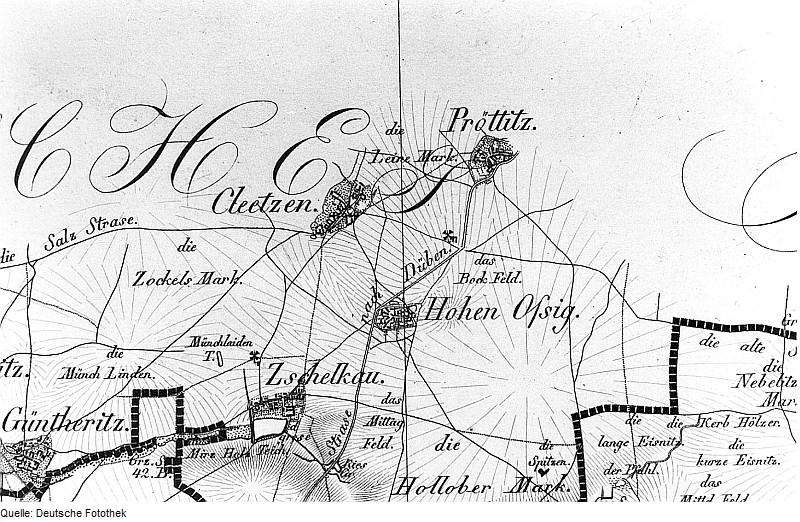
Kletzen auf einer Karte von 1839

Kletzen ist ein Ortsteil der Gemeinde Krostitz im sächsischen Landkreis Nordsachsen in Deutschland.

## Geografie
Kletzen liegt südwestlich des Hauptortes Krostitz im Dreieck der Städte Leipzig, Eilenburg und Delitzsch. Es gibt Ortsverbindungen nach Hohenossig, Beuden, Rackwitz und zur Bundesstraße 2. Auf der Flur des Ortes befinden sich die Ortswüstungen Leina und Zocklitz.

## Geschichte
Kletzen gehörte bis 1815 zum kursächsischen Amt Delitzsch. Durch die Beschlüsse des Wiener Kongresses kam der Ort zu Preußen und wurde 1816 dem Kreis Delitzsch im Regierungsbezirk Merseburg der Provinz Sachsen zugeteilt, zu dem er bis 1952 gehörte. Am 20. Juli 1950 wurde die Gemeinde Beuden nach Kletzen eingemeindet. Im Zuge der Kreisreform in der DDR von 1952 wurde Kletzen dem neu zugeschnittenen Kreis Delitzsch im Bezirk Leipzig zugeteilt, welcher 1994 im Landkreis Delitzsch aufging. Von 1994 bis 1998 bildete Kletzen mit Zschölkau eine eigenständige Gemeinde mit dem Namen Kletzen-Zschölkau. Seit dem 1. Januar 1999 ist Kletzen ein Ortsteil der Gemeinde Krostitz.

### Einwohnerentwicklung
| Jahr | Einwohner |
| ---- | --------- |
| 1818 | 129       |
| 1895 | 220       |
| 1925 | 279       |
| 1939 | 268       |

| Jahr | Einwohner |
| ---- | --------- |
| 1946 | 466       |
| 1950 | 700       |
| 1964 | 551       |
| 1990 | 346       |

Die Einwohnerzahl Kletzens lag 1818 bei knapp über 100. Bis zum Ausbruch des Zweiten Weltkrieges stieg die Einwohnerzahl um mehr als das Doppelte auf 268 im Jahr 1939. Nach Ende des Krieges stieg die Einwohnerzahl weiter. 1946 lebten 466 Einwohner in Kletzen, vier Jahre später war die Zahl auf 700 gestiegen. Zu Zeiten der DDR nahm die Einwohnerzahl wieder kontinuierlich ab. 1990 lebten noch 346 Menschen in Kletzen.

## Sehenswürdigkeiten

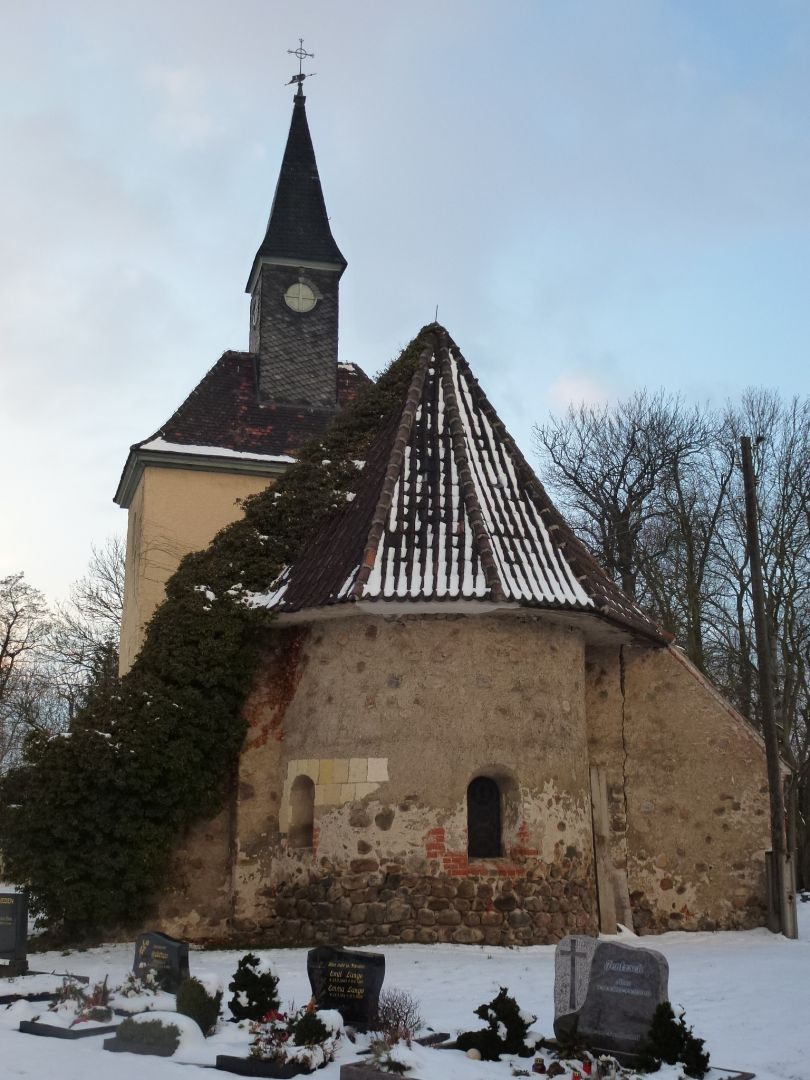
Kirche

Die Dorfkirche in Kletzen stammt aus dem 12. Jahrhundert. Sie ist das älteste Gebäude des Ortes. Der älteste Teil der Kirche ist der Kirchturm. Diesem schließt sich in gleicher Breite der romanische Saal an. Der Chor wurde in der gotischen Zeit verändert, die Apsis ist im romanischen Stil. An der Nordseite des Chores befindet sich die Patronatsloge, im Süden die Sakristei. Die Emporen stammen aus dem 17. Jahrhundert, die Kanzel, die Bestuhlung und die Orgel stammen aus dem 19. Jahrhundert. Die einzige Glocke der Kirche stammt aus Leipzig und wurde 1689 gegossen.